# In Your Arms (Destine)
In Your Arms is een nummer van de Nederlandse rockband Destine uit 2009. Het is de eerste single van hun debuutalbum Lightspeed.
"In Your Arms" haalde de Nederlandse Top 40 niet, maar wel de 6e positie in de Tipparade. Opvolger "Stars" had meer succes en haalde de Top 40 wel.